# Amt Eversberg
Das Amt Eversberg war eine Verwaltungseinheit im Kreis Meschede im Sauerland. Das Amt entstand mit der Stadtgründung um die Mitte des 13. Jahrhunderts und bestand unter verschiedenen Namen bis zur kommunalen Neugliederung im Jahr 1975.
Erstmals lässt sich für das Jahr 1275 ein Amtmann in Eversberg nachweisen. Dieser war ein Bediensteter des Grafen von Arnsberg, der die Stadt gegründet hatte. Mit dem Kauf der Grafschaft Arnsberg durch den Erzbischof von Köln im Jahr 1368 gelangte auch das Amt Eversberg in kurkölnischen Besitz und wurde somit Teil des Herzogtums Westfalen.
1802 annektierte Hessen-Darmstadt das Herzogtum Westfalen und damit das Amt Eversberg. 1807 wurde es mit der Neugliederung der Ämter aufgelöst und Teil des neugegründeten Amtes Meschede.
1816 fiel das Gebiet des ehemaligen Amtes mit dem Herzogtum Westfalen an Preußen und wurde Teil der Provinz Westfalen. Wenige Jahre danach wurde der westliche Teil zu einem eigenen Verwaltungsbezirk mit Sitz in Meschede. Das restliche Amt Eversberg wurde 1826 mit der Gemeinde Velmede zur Samtgemeinde Eversberg vereinigt. 1854 wurde der Amtssitz von Eversberg nach Velmede verlegt, wo der erste Gemeinderat am 18. Januar 1855 tagte. Mit Inkrafttreten der Landgemeindeordnung von 1856 änderte sich der Name "Samtgemeinde" wieder in "Amt Eversberg". Im Kirchspiel Velmede entstanden von 1858 bis 1871 die Gemeinden Berlar, Gevelinghausen, Halbeswig, Heringhausen, Nuttlar, Ostwig und Velmede. 1881 wurde die Verwaltung des Amtes Eversberg von Velmede nach Bestwig verlegt. Im Jahr 1911 wurde es in Amt Bestwig umbenannt.

## Amtmänner
- 1275–1295 Siegfried Skoke
- 1370–1402 Noldeken von Berninchusen
- 1417 Ueveling von Berninchusen
- vor 1421 Röttger Rump zum Grevenstein und zur Wenne
- 1443 Wilhelm Impell
- 1450 Arnd von Berninchusen
- 1477–1481 Johann Quadits
- 1493 Johann von Stockhausen[2]
- 1517–1526 Johann von Cobbenrode
- 1540–1549 Jürgen von Wrede
- 1583 Raban von Hanxleden
- vor 1592 Johann von Berninckhausen
- 1592–1628 Hennicke von Schade
- 1629–1662 Johann Mauritz von Schade
- 1662–1692 Henning Christian von Schade
- (1690–1692) Christian Voigt von Elspe
- 1692 Jobst Georg von Schade
- 1724 von Spiegel
- 1725–1774 von Westphalen
- 1774–1784 Henrich Christoph von Schade
- 1784–1801 Max Friedrich von Schade
- 1802–1807 Theodor von Schade

- 1827–1849 Conrad Nausester
- 1849–1851 Anton Trudewind
- 1851–1879 Anton von Stockhausen
- 1880–1912 Dransfeld